# Wickmere
Wickmere is een civil parish in het bestuurlijke gebied North Norfolk, in het Engelse graafschap Norfolk met 158 inwoners. Het dorp ligt dertig kilometer ten noorden van de stad Norwich en ongeveer 132 kilometer ten noordoosten van Londen. De naam Wickmere gaat terug op de Oudengelse omschrijving van de plaats: "meer bij een melkveehouderij". 
Wickmere herbergt verder een kerk, gebouwd in de veertiende eeuw, een torenruïne van de "St Margaret's Church" en een achttiende-eeuws landhuis. 

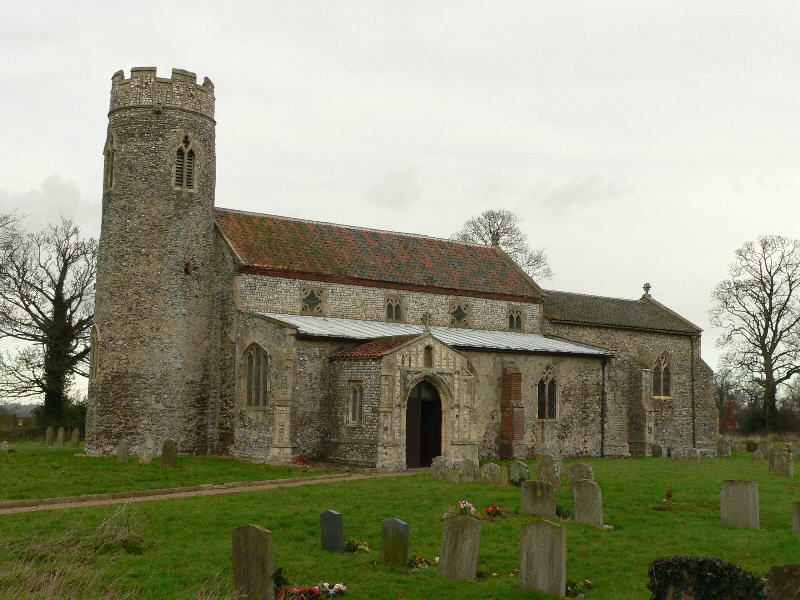
De "Saint Andrew Church"
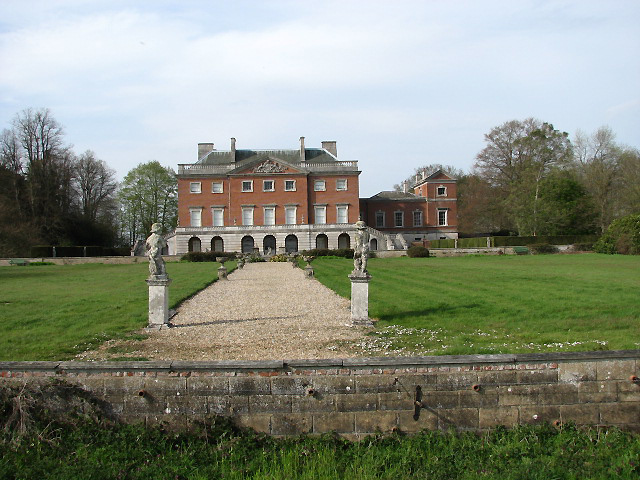
De "Wolterton Hall"
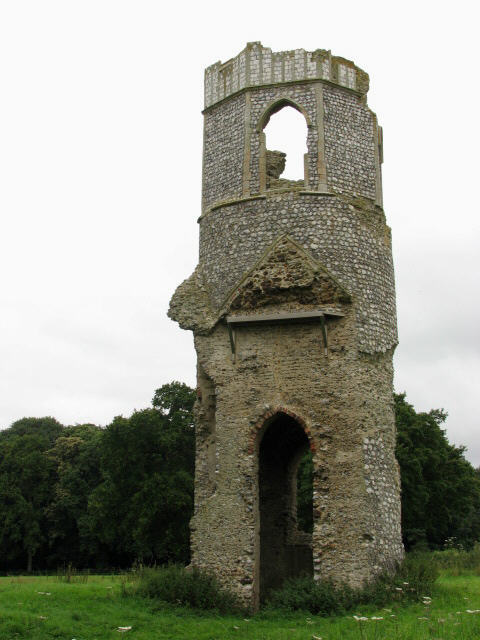
De torenruïne van de "St Margaret's Church"